# Adam Begley
Adam C. Begley (* 1959 in Boston, Massachusetts) ist ein US-amerikanischer Autor.
Begley ist ein Sohn des Schriftstellers Louis Begley und dessen erster Ehefrau Sally Higginson. Er studierte am Harvard College und erwarb 1989 an der Stanford University den Grad eines Ph.D. Von 1996 bis 2002 arbeitete er als Literaturredakteur für den New York Observer. Seine Buchbesprechungen erscheinen in der New York Times, der Los Angeles Times, dem Guardian und der Financial Times.
Mit seiner Frau und Stiefkindern lebt er in Oundle im britischen Northamptonshire.

## Auszeichnungen
- 2010: Guggenheim Fellowship
- 2011: Leon Levy Center for Biography Fellowship

## Bücher
- Updike. HarperCollins, New York 2014, ISBN 978-0-06-189645-3.
- The Great Nadar. The Man Behind the Camera. Tim Duggan Books, New York 2017, ISBN 978-1-101-90260-8.